# Riks Ozinga
Riks Ozinga (29 januari 1962) is een Nederlandse popmuzikant, radio- en televisiepresentator. 

## Loopbaan

### Boris Dzaneck
Voordat hij in de omroepwereld terecht kwam, werkte Ozinga als DJ en barkeeper. Daarnaast was hij zanger/gitarist in de in 1983 opgerichte, Utrechtse band Boris Dzaneck. In 1986 was Boris Dzaneck te horen in het VARA-radioprogramma De Popkrant, waarna het nummer Garbage Can enkele weken in de verrukkelijke vijftien stond. In september was de band te zien op prime time televisie in het VPRO-programma O.K.-toer van de Jonge Helden (Daan en Willem Ekkel).

### Radio nieuwslezer en DJ
Ozinga raakte in 1989 betrokken bij het radioprogramma Blikschade van U-Pop, de Utrechtse vereniging voor popmuzikanten. Dit werd uitgezonden bij de Domroep/Stadsomroep Utrecht. Hier leerde hij de techniek en redactie van radio- en televisieprogramma's, en groeide hij door tot nieuwslezer en redacteur.
Vanaf 1995 ging Ozinga werken voor de Wereldomroep, Classic FM en het NOS Radionieuws, en in 1997 kortstondig voor Omroep West. In 1998 stapte hij over naar RTL Nieuws. Hij was nieuwslezer voor Veronica FM/Yorin FM, redacteur Radio en RTL Text en presentator van het RTL Ontbijtnieuws. Vanaf juli 2001 presenteerde hij VARA's Ontbijtradio op Radio 2. Door zijn werk voor de VARA, zat Ozinga ook in het dj team van de NPO Radio 2 Top 2000 op Radio 2 in 2001 en 2002. In 2003 werd zijn contract niet verlengd.

### RTV Utrecht
Sinds 2004 is Ozinga werkzaam bij RTV Utrecht. Hij presenteerde drie jaar lang de ochtendshow Utrecht is Wakker op Radio M Utrecht en drie jaar het avondspitsprogramma Afslag 93.1. Van 2009 tot 2012 presenteerde hij het regionale opsporingsprogramma Bureau Hengeveld. Sinds 2015 is hij een van de gezichten van het nieuwsmagazine U Vandaag. Ook was hij in 2015 voice-over van het onderzoeksprogramma Zembla. In 2017 werd hij rechtbankverslaggever voor RTV Utrecht.
Sinds 2015 is hij na 25 jaar weer herenigd met zijn oude band Boris Dzaneck, die weer volop bezig is met optredens en het opnemen van nieuwe songs.